# Torneo di pallacanestro maschile NCAA Division I 2009
Il Torneo di pallacanestro maschile NCAA Division I 2009 si è disputato dal 17 marzo al 6 aprile 2009. Il successo è andato ai North Carolina Tar Heels allenati da Roy Williams, al quinto titolo della loro storia.
L'impianto di gioco sede della finale è stato il Ford Field di Detroit.

## Risultati

### Final Four
|  | Semifinali 4 aprile | Semifinali 4 aprile | Semifinali 4 aprile |              |                     | Finale 6 aprile     | Finale 6 aprile | Finale 6 aprile |  |
|  |                     |                     |                     |              |                     |                     |                 |                 |  |
|  | N. Carol. Tar Heels | N. Carol. Tar Heels | 83                  |              |                     |                     |                 |                 |  |
|  | N. Carol. Tar Heels | N. Carol. Tar Heels | 83                  |              |                     |                     |                 |                 |  |
|  | Villanova Wildcats  | Villanova Wildcats  | 69                  |              |                     |                     |                 |                 |  |
|  | Villanova Wildcats  | Villanova Wildcats  | 69                  |              | N. Carol. Tar Heels | N. Carol. Tar Heels | 89              |                 |  |
|  |                     |                     |                     |              | N. Carol. Tar Heels | N. Carol. Tar Heels | 89              |                 |  |
|  |                     |                     | MSU Spartans        | MSU Spartans | 72                  |                     |                 |                 |  |
|  | UConn Huskies       | UConn Huskies       | MSU Spartans        | MSU Spartans | 72                  | 73                  |                 |                 |  |
|  | UConn Huskies       | UConn Huskies       |                     |              |                     |                     |                 |                 |  |
|  | MSU Spartans        | MSU Spartans        | 82                  |              |                     |                     |                 |                 |  |

| Campione NCAA 2009                 |
| ---------------------------------- |
| North Carolina Tar Heels 5º titolo |

## Formazione vincitrice
|    | Naz.                   | Ruolo | Sportivo         |  |  |  |  |
| -- | ---------------------- | ----- | ---------------- |  |  |  |  |
| 1  | Stati Uniti (bandiera) | G     | Marcus Ginyard   |  |  |  |  |
| 4  | Stati Uniti (bandiera) | G     | Bobby Frasor     |  |  |  |  |
| 5  | Stati Uniti (bandiera) | G     | Ty Lawson        |  |  |  |  |
| 11 | Stati Uniti (bandiera) | G     | Larry Drew       |  |  |  |  |
| 14 | Stati Uniti (bandiera) | A     | Danny Green      |  |  |  |  |
| 21 | Stati Uniti (bandiera) | A     | Deon Thompson    |  |  |  |  |
| 22 | Stati Uniti (bandiera) | G     | Wayne Ellington  |  |  |  |  |
| 24 | Stati Uniti (bandiera) | G     | Justin Watts     |  |  |  |  |
| 32 | Stati Uniti (bandiera) | A     | Ed Davis         |  |  |  |  |
| 44 | Stati Uniti (bandiera) | C     | Tyler Zeller     |  |  |  |  |
| 50 | Stati Uniti (bandiera) | A     | Tyler Hansbrough |  |  |  |  |

- Allenatore:  Roy Williams
- Vice-allenatore: Jerod Haase, Steve Robinson